# 바예지드 타워

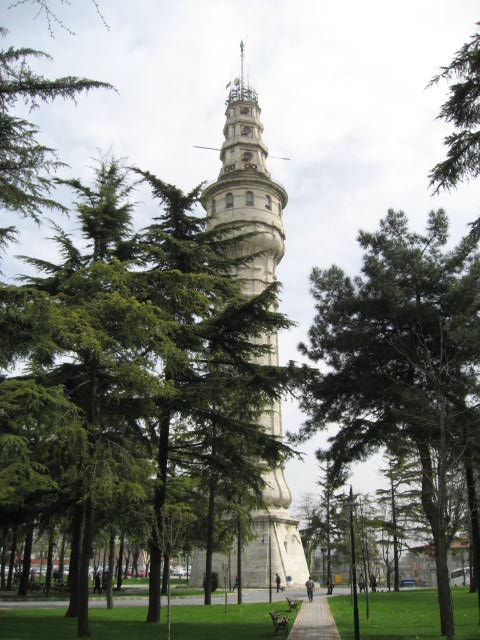
바예지드 타워

바예지드 타워(튀르키예어: Beyazıt Kulesi)는 이스탄불 대학교 바예지드 캠퍼스에 있는 85m의 타워이다.